# Novinska agencija Velebit
Velebit je novinska agencija osnovana 1941. godine, kao državna novinska agencija Nezavisne Države Hrvatske. Agencija je osnovana 1941. godine, isprva pod imenom "Velebit". 29. listopada 1941. godine ime agencije je promijenjeno u Hrvatski dojavni ured "Croatia".
Na čelu agencije bio je glavni urednik Matija Kovačić. Jedan od stalnih zaposlenika bio je i znameniti književnik (te novinar) Tin Ujević, zbog čega će on nakon dolaska komunista na vlast 1945. god. 5 godina preživljavati kao anonimni prevoditelj, uz zabranu javnog rada.

## Vanjske poveznice
- Agencija "Velebit" (fond), kod Nacionalni arhivski informacijski sustav